# Giełda Papierów Wartościowych w Teheranie

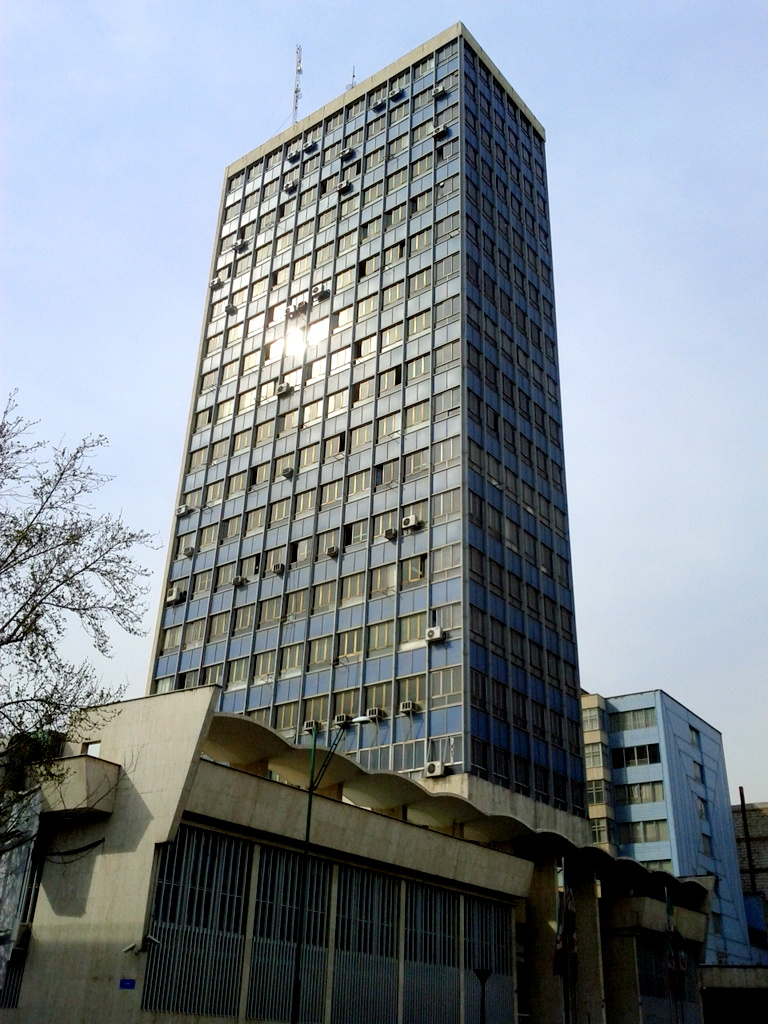
Budynek giełdy w Teheranie

Giełda Papierów Wartościowych w Teheranie (ang. Tehran Stock Exchange) – giełda papierów wartościowych w Teheranie, stolicy Iranu. Rozpoczęła działalność 4 lutego 1967 roku, z notowaniami 6 spółek. Do 1978 na giełdzie notowano akcje 105 spółek, a w 2006 liczba ta zwiększyła się do 422. Całkowita kapitalizacja w marcu 2014 wyniosła 104,535 mld dolarów. W raporcie rocznym z 2012 roku wskazano, że na giełdzie notowane są akcje 322 spółek.